# Lorenzo Magalotti (cardinal)
Lorenzo Magalotti (né en 1584 à Florence, alors capitale du grand-duché de Toscane, Italie, et mort le 19 septembre 1637 à Ferrare) est un cardinal italien du XVIIe siècle.
Il est le beau-frère du pape Urbain VIII (sa sœur Costanza est mariée avec Carlo Barberini, frère du pape et père des cardinaux Francesco et Antonio), l'oncle des cardinaux Francesco Barberini, seniore (1623), Antonio Barberini, iuniore, O.S.Io.Hieros. (1627) et Francesco Maria Macchiavelli (1641 ).

## Biographie
Lorenzo Magalotti étudie à l'université de Pérouse et à l'université de Pise. Après la mort de son père, il déménage à Rome en entre à la Curie romaine, où il est référendaire au tribunal suprême de la Signature apostolique, vice-légat à Bologne, gouverneur de Montalto, vice-légat à Viterbe, gouverneur d'Ascoli, commissaire général des États pontificaux, secrétaire de la Congrégation du Concile, commissaire des Annona et enfin cardinal secrétaire d'État en 1623-1628.
Il est créé cardinal par le pape Urbain VIII lors du consistoire du 7 octobre 1624.